# Марія Тенасе
Марія Тенасе (рум. Maria Tănase; *25 вересня 1913 Бухарест — †22 червня 1963, Бухарест) — популярна румунська співачка, відома виконавиця класичного румунського фольклору. Залишила значний слід у балканській музичній культурі. Заслужена артистка Румунії.

## Біографія
Тенасе народилася в Бухаресті . І батько, і мати були великими любителями народної пісні і музики в цілому.
Марія Тенасе вперше з'явилася на сцені в 1921 в будинку культури цегельного заводу «Світлий шлях». Потім вона вчилася в сценічній школі Йона Радулеску, лише вечорами, бо вимушена була допомагати батькам в саду. Пізніше, з журналістом Санду Еліди, вона потрапляє в атмосферу гуртка молодих інтелектуалів, члени якого радять їй скористатися її здібностями і піднятися на сцену.
Її дебют відбувся в театрі, де був присутній Костянтин Тенасе. Вперше з'являється на сцені 2 червня 1934, однак вона стала відома тільки в 1938, коли записала перші пісні для румунського радіо.
У 1940 після кооптації уряду фолк був заборонений. На жаль, записи Тенасе, зроблені для радіо, були знищені «Залізною гвардією», під тим приводом, що нібито спотворювали справжній румунський фольклор. Справжня причина ж була в тому, що антисемітські рухи звернулися проти друзів Тенасе, серед яких був цілий ряд представників єврейської інтелігенції.
Після поїздки до Туреччини вона разом з важливими представниками румунської культури (такими, як Джордже Енеску) провела серію концертів для поранених на фронті солдат. Крім того, вона була агентом розвідки Спеціальної служби (GPS) на чолі з Крістеску .

## Смерть співачки
У 1963 у Тенасе діагностували рак легенів, куріння сильно вдарило по її здоров'ю, лікарі запропонували їй негайно припинити роботу. Вона, однак, запевняла, що вони скоро змінять свою думку, і відмовлялася розуміти, що немає ніяких шансів працювати далі. Сильно ушкоджені раком легені насилу дозволяли їй співати. На концерті 19 червня 1963 в місті Хунедоара у неї став пропадати голос, вона зупинилася і сказала:
| «Брати, я більше не можу! У мене рак легенів і я скоро помру! Відтепер ви не побачите мене! » |
Всі, хто чув ці слова, плакали.
22 червня 1963 в Фунденскій лікарні, Марія Тенасе померла о 2:10 ночі вона відкрила очі і подивилася навколо, як на щось чуже, а потім закрила їх назавжди.
Похована в Бухаресті на цвинтарі Беллу.

## Нагороди
У 1955 Марія Тенасе отримала Державну премію.
У 1957 стала Заслуженою артисткою.

## Бібілографія
- Ghiaţă, Petre şi Sachelarie, Clery (1966). Maria Tănase şi cîntecul românesc, ediţia a II-a, Editura Muzicală a Uniunii Compozitorilor din R.S. România, Bucureşti